# Pekskärm

Resistiv pekskärm

En pekskärm eller petskärm (engelska: touchscreen) är en bildskärm som också fungerar som en inenhet. Bildskärmen kan känna var skärmen blir berörd antingen via resistiv, tryckkänslig eller kapacitiv beröring. Denna typ av inenhet uppfanns 1971 av Samuel C. Hurst. Ett ökat användande av pekskärmar för mobiltelefoner, fickdatorer, handhållna spelkonsoler och andra informationsteknologisk apparaturer har gjort tekniken billig.
Handdatorer, "smarta mobiltelefoner", pekplattor och informationsskärmar är exempel på apparater som har pekskärmar. Samtliga mobila operativsystem på marknaden, såsom Symbian, IOS, Android och Maemo, stödjer pekskärmar som primär eller sekundär inmatningsmetod.
Under 2000-talets första decennium kommersialiserades multipekskärmar, pekskärmar som kan registrera flera tryck samtidigt.

## Tryckkänslig pekskärm
En tryckkänslig metod som bygger på olika lager. Längst ner finns till exempel en TFT-skärm. Ovanpå finns två tunna lager av genomskinlig film som är täckt med varsin tunn metallyta. Filmen ligger med metallytorna mot varandra och hålls isär av ett nät av isolerande punkter. Om dessa metaller skulle ligga mot varandra skulle det leda till kortslutning. Överst finns ett plastskikt som skyddar pekskärmen mot repor.

## Resistiv pekskärm
Genom att pressa ett finger mot skärmen kommer dessa metaller åt varandra genom punkterna och kan därigenom leda ström. Beroende på var på skärmen man trycker blir sträckan som strömmen ska färdas olika lång. Pekskärmen mäter spänningen runt skärmen och känner av var de båda metallytorna kommit i kontakt. Den analoga spänningen förs vidare till en A/D-omvandlare som översätter den till digital form som senare processorn kan räkna ut koordinaterna vidare till operativsystemet. Operativsystemet kan då skapa till exempel virtuella knappar och annat som går trycka på.
Resistiva pekskärmar var vanliga i smartmobiler, men har nästan uteslutande ersatts med kapacitiv pekskärmsteknik.

## Kapacitiv pekskärm
Kapacitiva pekskärmar bygger på principen att vissa material påverkar kapacitansen på den känsliga ytan. En DSP räknar ut vilken eller vilka delar som påverkats. Det finns olika typer av tekniker som utnyttjar denna princip, varav den vanligaste som återfinns i dagens generation av mobiltelefoner och pekplattor består av ett rutnät av genomskinliga rutor, där var och en endast kan detektera en punkt men alla tillsammans kan detektera flera beröringspunkter samtidigt på hela skärmen, så kallad multitouch.
De kapacitiva ytorna är mer eller mindre känsliga för olika material. De dielektriska egenskaperna bestämmer hur känsligt ytan påverkas. Exempelvis har tyg och plast låg påverkan och det krävs en högre känslighet för att detektera dessa. Emellertid skulle störningarna (bruset) bli så stora att förmågan att detektera dessa material korrekt är liten. Därför krävs det direkt kontakt av exempelvis ett finger eller en pekpinne särskilt anpassad för detta ändamål för att en säker påverkan skall erhållas.
Kapacitiva pekytor har generellt lägre precision än resistiv teknik men har fördelar såsom multipekskärm, och att man kan välja hållbarare material än en tunn plastfilm som ytbeläggning.

## Historia
Pekskärmen uppfanns på 1960-talet och användes som ett datoriserat lärosystem från början och det var inte förrän på 1980-talet som den första pekskärmsdatorn kom. År 2000 kom världens första smartphone med pekskärm: Ericsson R380. Det var samtidigt världens första mobil med operativsystemet Symbian – som under några år var världens dominerande system för smarta mobiler, inte minst tack vare Nokias och Ericssons samarbete. Därefter kom Samsung med sin första pekskärmsmobil och sedan kom Iphone.